# Axel Gotthard Janson

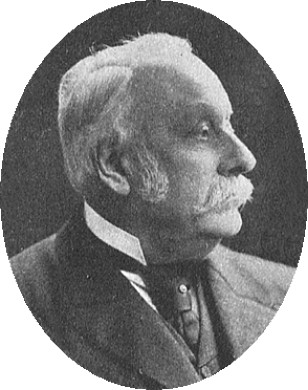
Axel Gotthard Janson.

Axel Gotthard Janson (ibland även stavat Jansson), född 5 maj 1829 i Stockholm, död 10 mars 1920 i Stockholm, var en svensk byggmästare, verksam under 1800-talets andra hälft.

## Biografi
Janson var elev vid Tekniska skolan mellan 1844 och 1845 och vid Kungliga Akademien för de fria konsterna mellan 1845 och 1848. Under samma tid var han anställd hos byggmästaren A.J. Åkerlund som då arbetade med ombyggnaden av det så kallade Silfverstolpeska huset på Skeppsbron 2 (sedermera Stockholms telegrafstation) samt med tillbyggnaden av Ferdinand de la Croix hus vid nuvarande Brunkebergstorg. I maj 1845 inskrevs han i Murmestare Embetet. Janson praktiserade därefter vid olika byggen, bland annat för Folckerska huset och Nationalmuseum. 
Mellan 1851 och 1853 studerade han byggnadsfacket i Tyskland, Frankrike, Holland, England och Ryssland. 1853 till 1855 var han verkmästare hos byggmästaren S.P. Jonsson och därefter hade han anställning vid Köping–Hults Järnväg. Den 29 augusti 1856 antogs han som gesäll i byggmästaryrket och den 13 juli 1859 vann han burskap som mur- och byggmästare i Stockholm. 1878 blev han som mästare nr 165 medlem i Murmestare Embetet och 1879 riddare av Vasaorden. Han godkändes som byggmästare av Stockholms byggnadsnämnd i mars 1891 och ingick i Stockholms stadsfullmäktige från 1897 till 1909. Janson är begravd på Solna kyrkogård.

## Arbeten i urval

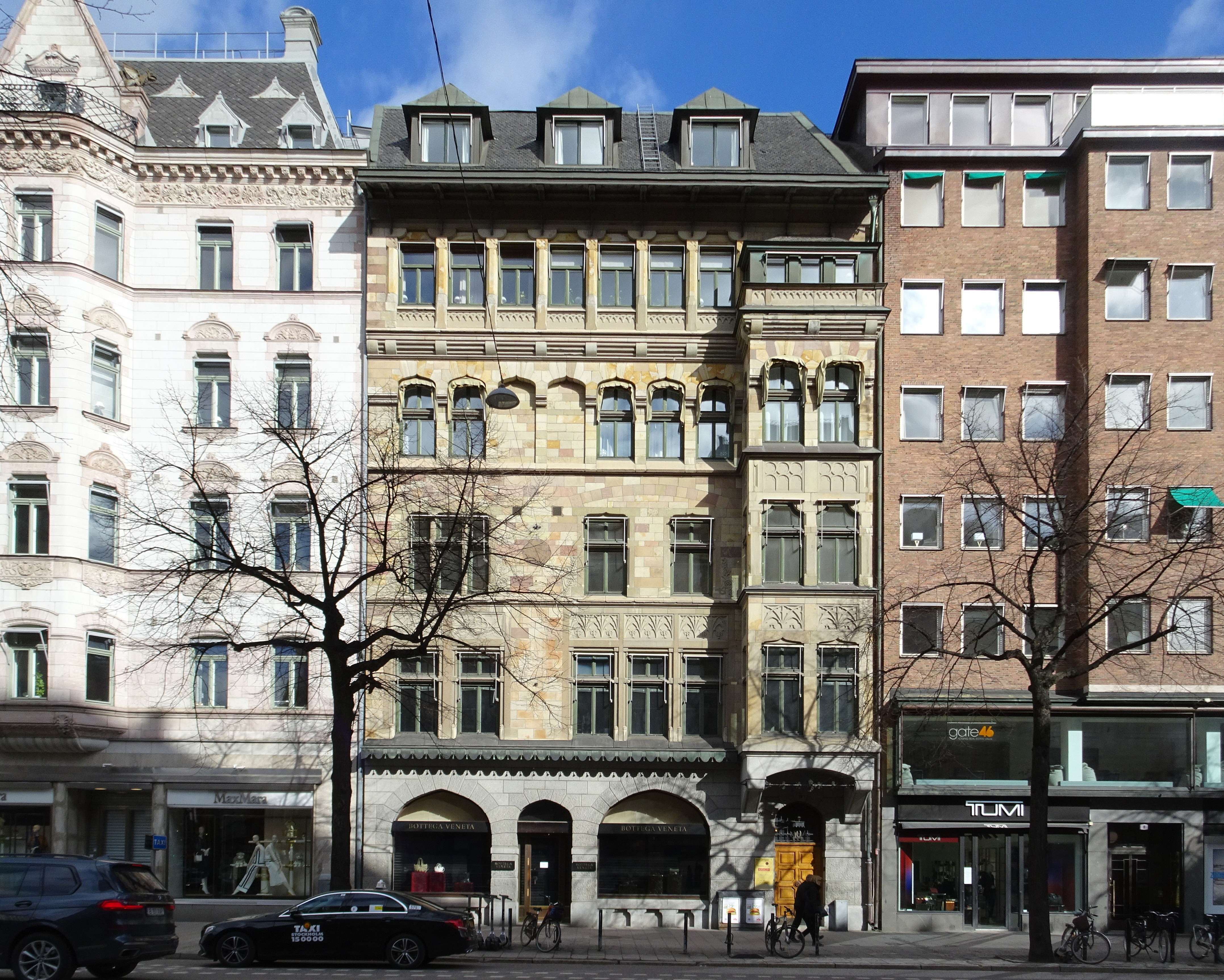
Styckjunkaren 5, Birger Jarlsgatan 10, den egna bostaden mellan 1891 och 1920.

Janson räknas som en av Stockholms storbyggmästare. Han var verksam i en tid av enorm expansion i staden under 1800-talets andra hälft. Bland hans arbeten märks det egna bostadshuset vid den då nyanlagda Birger Jarlsgatan (fastigheten Styckjunkaren 5) som uppfördes av honom 1890–1891 och ritades av arkitekt Wilhelm Nerman. Byggnaden var Stockholms första bostadshus med en fasad helt i natursten, något som fick många efterföljare de kommande åren. Här bodde han och familjen fram till sin död 1920. Styckjunkaren 5 är blåmärkt av Stadsmuseet i Stockholm vilket betyder "att bebyggelsen bedöms ha synnerligen höga kulturhistoriska värden".
Övriga arbeten:
- Inedals sockerbruk vid Fleminggatan (1867–1868)
- Kungliga Posthuset vid Rödbodtorget (1870–1873)
- Centraltryckeriet vid Vasagatan (1871–1872)
- Apotekarnes mineralvattenfabrik vid Nybrogatan (1871–1872)
- Belvederen (Bredablick) på Skansen (1875)
- Frimurareordens stamhus på Blasieholmen (1876–1877)
- Kungliga Sjökrigsskolan på Skeppsholmen (1878)
- Livregementet till häst kasern på Gärdet (1879)
- Norstedts tryckeri på Riddarholmen (1883–1885)
- Kungliga Riksarkivet på Riddarholmen (1897–1900)

### Bilder, byggnader i urval

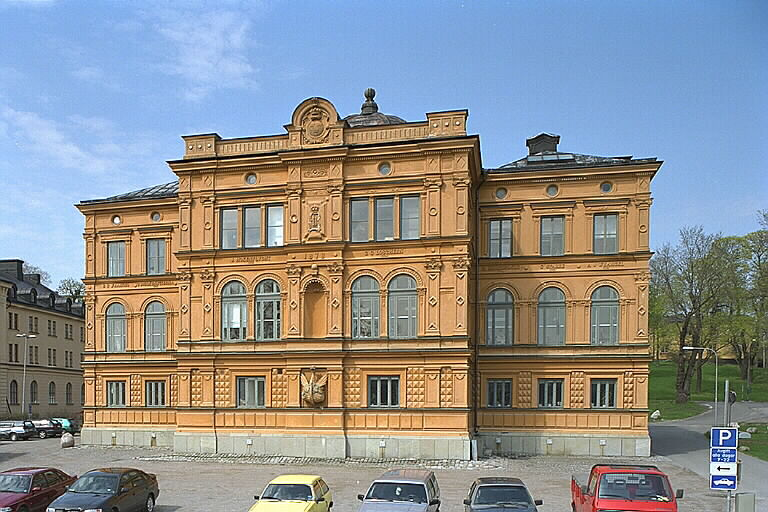
Gamla Sjökrigsskolan.
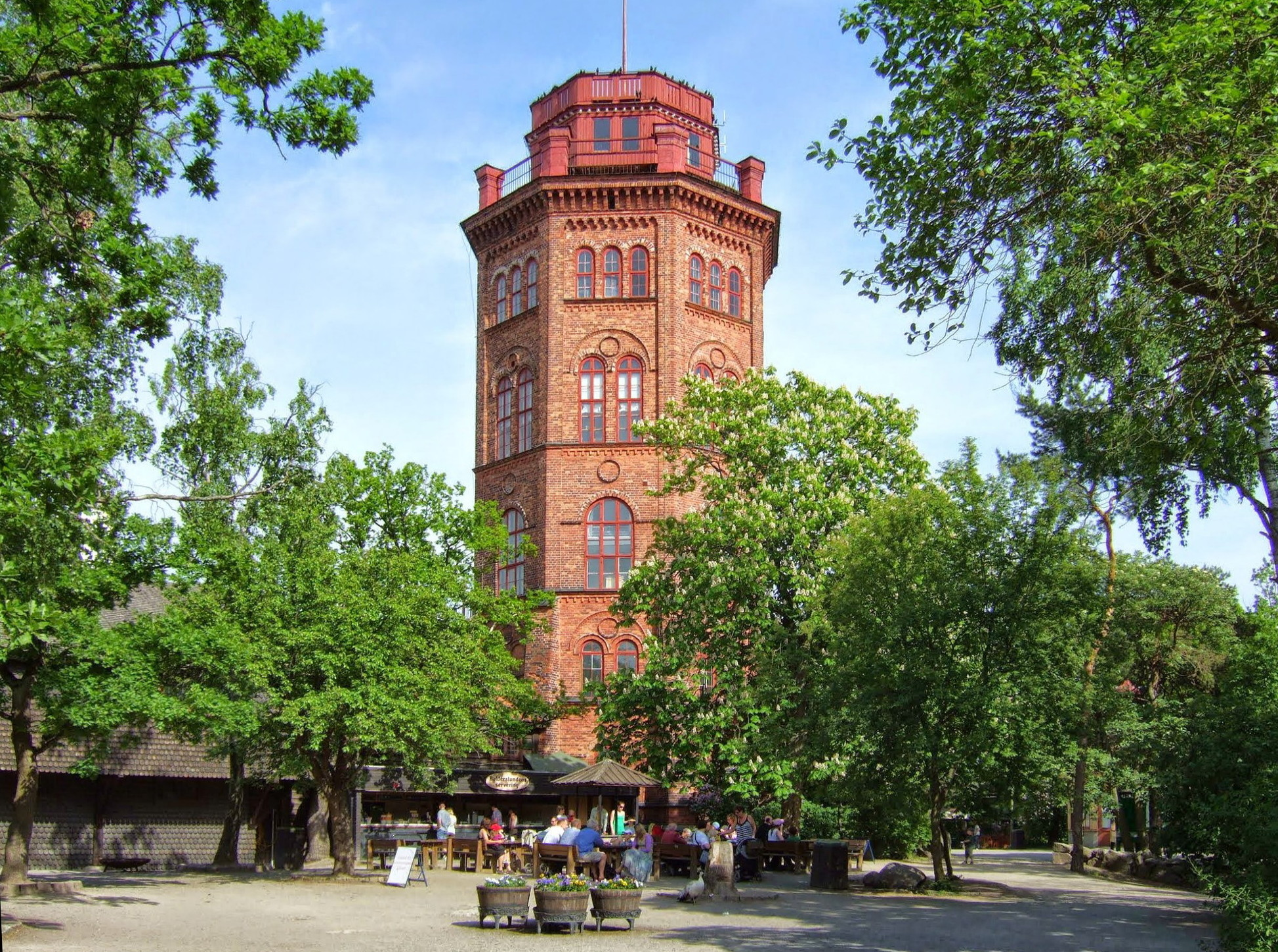
Bredablick.
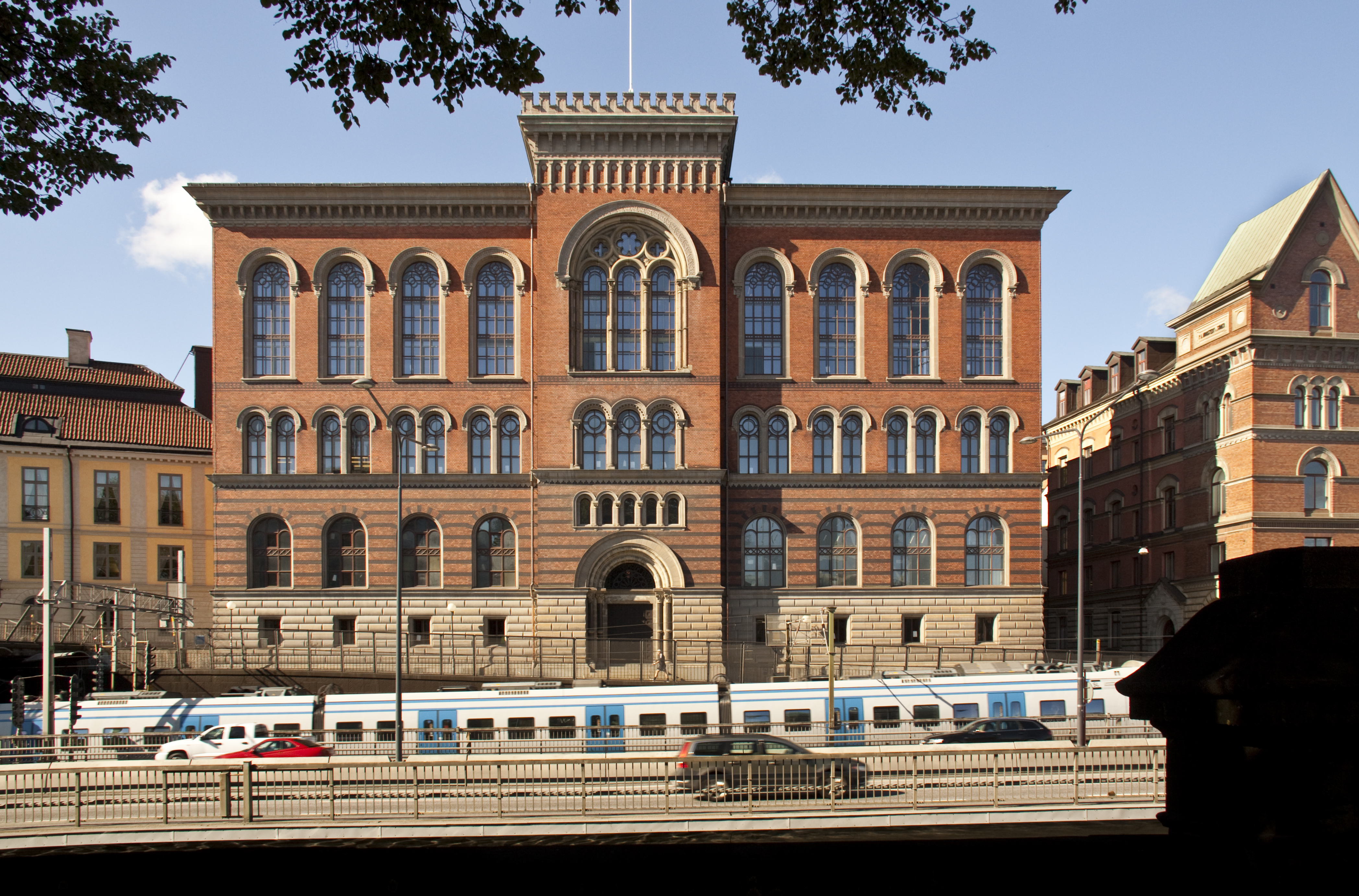
Gamla Riksarkivet.
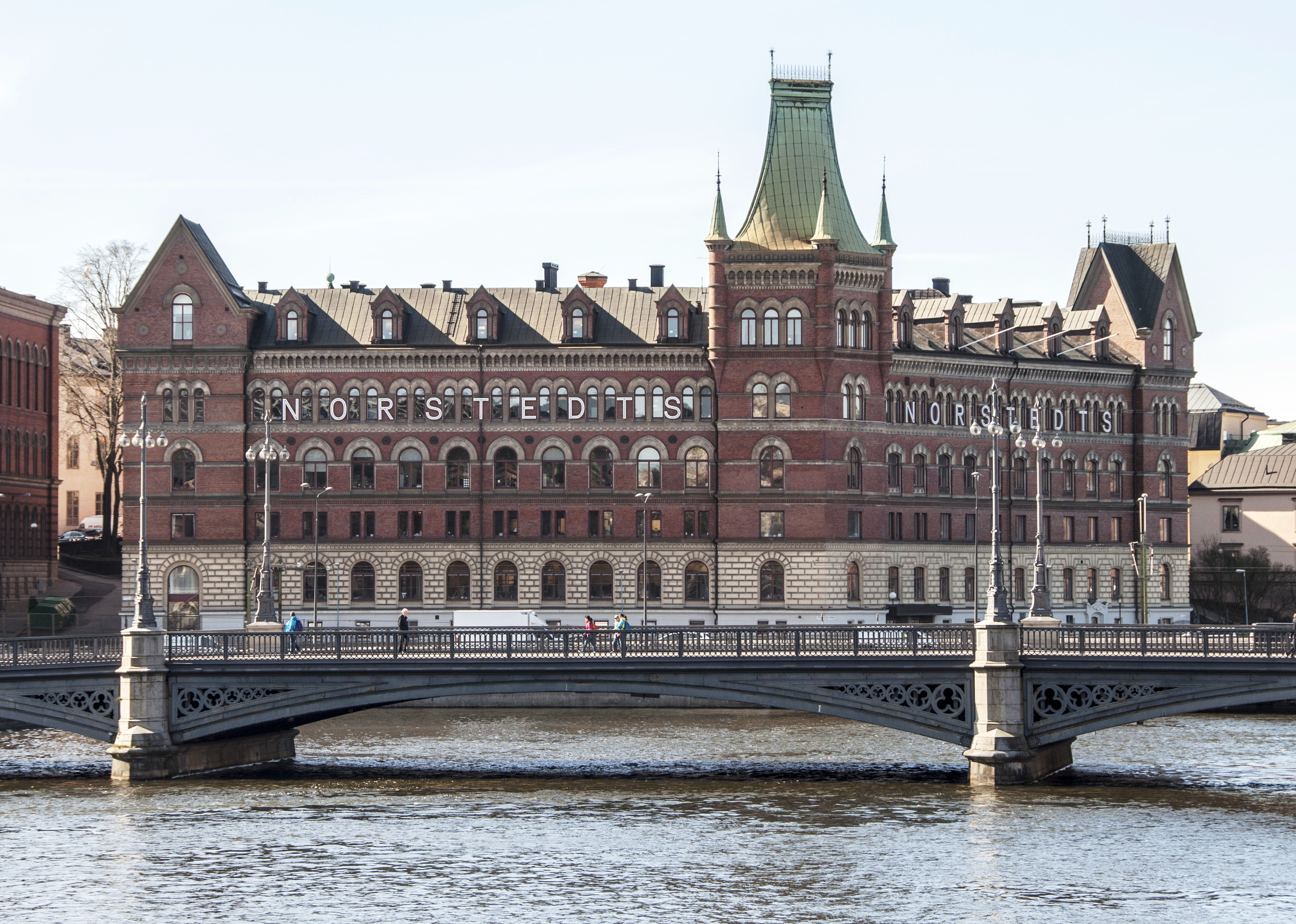
Norstedtshuset.